# Camillo Gargano
Camillo Gargano (ur. 30 stycznia 1942 w Ferrarze, zm. 22 lipca 1999 w Lille) – włoski żeglarz sportowy. Brązowy z medalista olimpijski z Meksyku.
Zawody w 1968 były jego jedynymi igrzyskami olimpijskimi. Zajął trzecie miejsce w klasie Star, załogę tworzył również Franco Cavallo.